# Artur de Sousa Pinga
Artur de Sousa, conegut com a Pinga, (Funchal, 30 de juliol de 1909 - Porto, 12 de juliol de 1963) fou un futbolista portuguès de la dècada de 1930.
Fou 21 cops internacional amb la selecció portuguesa.
Pel que fa a clubs, defensà els colors del FC Porto. També fou jugador del CS Marítimo de la seva ciutat natal.

## Palmarès
Porto
- Primeira Liga (3): 1934-35, 1938-39, 1939-40
- Campeonato de Portugal (2): 1931-32, 1936-37